# 伊丹市交通局
伊丹市交通局（いたみしこうつうきょく、英称：Itami Municipal Transportation Bureau）は、兵庫県伊丹市の組織のうち、地方公営企業として路線バスを運営する部門である。路線バスの通称は『伊丹市営バス』。
営業所は伊丹市広畑3丁目1番地（広畑営業所）にあり、最寄りのバス停は「三師団・交通局前」である（広畑車庫を併設している）。

## 概要
かつて伊丹市では民営のバスが運行されていたが、第二次世界大戦の激しい被災を受けて途絶えてしまった。その後、戦後間もない1949年に地元に所在する三菱電機伊丹製作所が試作した電気バスを使用して現在の市バス事業がスタートした。電気バスは1952年9月をもって早々に引退したが、後述する通り、2023年には電気バスによる運行が再び始まっている。
伊丹市は市域が狭く、特に市の北部や西部からは鉄道の便が悪いため、網の目のように路線網を増やしていった。市の東部には阪急バス、市の西部には阪神バスが乗り入れており、一部競合する区間もあるが、市内の鉄道駅に乗り入れるバス路線はこの市バスが中心であり、阪急バスと阪神バスは郊外の地域を経由して隣接する他の市の鉄道駅に発着する路線が中心である。
運賃は1回の乗車につき大人230円・小人120円均一である。隣接する尼崎市の阪神バス尼崎市内線と同様に、関西地区では少数派の「前乗り後降り、運賃先払い」方式を採用している。ただし、釣り銭方式の阪神バス尼崎市内線に対し、伊丹市では両替方式である。
なお、隣接する尼崎市も同様に1948年より市営のバスの運行を開始したが（現在の阪神バス尼崎市内線、こちらも当初は電気バスを使用していた）、1964年には合併問題が取り沙汰されたことがあった。尼崎市営バスは2016年3月19日をもって、全路線を阪神バスと尼崎市の外郭団体である尼崎交通事業振興に移譲する形で運行を終了したため、兵庫県では神戸市（政令市営）の市バス以外で唯一かつ、国内有数の一般市営の公営バスとなっている。

## 沿革
- 1949年1月5日 - バスの営業を開始[1]。
- 1952年3月 - 貸切バスの運行を開始[1]。
- 1967年9月 - ワンマンバスの運行を開始[1]。ワンマン化は1979年10月をもって完了[1]。
- 1971年4月 - 山田営業所[注釈 5]を開設[5]。同所は1979年10月をもって閉所している[5]。
- 1990年12月 -『シティーゴーランド』の運行を開始[1]。
- 1997年12月 - ノンステップバスを導入[1]。2011年12月に全車両のノンステップ化が完了した[6]。
- 1999年11月 - 創業当初の塗装を再現した『プリンバス』の運行を開始[7][1]。
- 2000年
  - 3月1日 - 磁気式のプリペイドカードとして、市バス専用の『市バスカード』と、スルッとKANSAIの『ラガールカード』を導入[1]。
  - 11月21日 - 『シティーゴーランド』の運行を終了[1]。
- 2001年12月15日 - JR西日本の『Jスルーカード』を導入（公営バスで他に採用されたのは明石市営バスのみ）。
- 2003年8月18日 - JR中山寺駅への乗り入れを開始。
- 2006年 - 貸切バス（観光）部門を廃止。以後は短距離送迎のみでの貸切バス運行となる。
- 2007年11月1日- 市バス専用のICカード乗車券『itappy』（イタッピー）の導入に向けて、運賃箱を更新。これと同時に、Jスルーカードの取り扱いを終了。
- 2008年4月1日 - 『itappy』を導入。同時に、PiTaPaとICOCAの取り扱いを開始[注釈 6][8]。
- 2010年11月 - グリーン経営認証を取得[9][10][1]。
- 2012年11月 - 『プリンバス』による運行を終了[1]。
- 2016年3月31日 - 一般貸切旅客自動車運送事業を廃止[1]。
- 2018年1月31日 - 『市バスカード』の取り扱いを終了[11]。
- 2020年3月23日 - SuicaやPASMOなどの交通系ICカード全国相互利用サービス対応開始[12]。IC定期券の発売を開始[12]。
- 2023年5月15日 - 創業当初以来久々となる電気バス（中国・アルファバス製のECITY L10）の運行を開始[13][14]。

## 運行路線
伊丹市内を初めとして、隣接する尼崎市や宝塚市・川西市への路線があるほか、「伊丹空港」の通称を持つ大阪国際空港への路線が大阪府豊中市内まで乗り入れている（空港ターミナルの公式の所在地は豊中市である）。また、経路上で大阪府池田市も走行しているが停留所はない。
拠点となるのは、阪急伊丹・JR伊丹の各駅である。その内、前者には市内最大のバスターミナルが整備されており、1990年代までは多くがここを起終点としていた。その後、JR伊丹駅が属するJR宝塚線の輸送改善が進んだこともあり、2000年11月より同駅前への乗り入れを開始。現在は大半の路線が「JR伊丹」を起終点とし、「阪急伊丹」を経由地としている。また尼崎市内においては、阪急塚口駅（「塚口」停留所）を南側のターミナルとしており、駅北口に発着する。
2023年3月より、バス車両の系統番号の表示を行先の左側から右側に変更した。
便宜上、ここでは「JR伊丹・阪急伊丹発着」と「塚口発着」に大別して列挙する。

### 各線伊丹駅発着
- 2 : JR伊丹 - 阪急伊丹 - 桜ヶ丘2丁目 - スポーツセンター前 - 荒牧バラ公園[注釈 9]
- 3 : JR伊丹 - 阪急伊丹 - 伊丹市役所西 - 伊丹病院・住友前 - サンシティ - 荒牧バラ公園[注釈 9]
- 5 : JR伊丹 - 阪急伊丹 - 伊丹市役所西 - 伊丹病院・住友前 - 中野東 - JR中山寺
- 6 : 池尻→小井内→阪急伊丹→JR伊丹（池尻発のみ）
- 7 : JR伊丹 - 阪急伊丹 - 小井内 - 池尻 - 鴻池東
- 11 : JR伊丹 - 阪急伊丹 - 伊丹市役所西 - 三師団・交通局前
- 13 : JR伊丹 - 阪急伊丹 - 桜ヶ丘2丁目 - 伊丹市役所前 - 昆陽里 - 山田
- 14 : JR伊丹 - 阪急伊丹 - 桜ヶ丘2丁目 - 伊丹市役所前 - 昆陽里
- 17 : JR伊丹 - 阪急伊丹 - 伊丹市役所西 - 昆陽池公園前 - 西野武庫川センター前
- 18 : JR伊丹 - 阪急伊丹 - 札場辻 - 松ヶ丘 - 西野武庫川センター前
- 22 : 阪急伊丹→JR伊丹→神津→岩屋→森本4丁目→JR伊丹→阪急伊丹（循環系統）
- 23 : 阪急伊丹→JR伊丹→神津→クリーンランド前→岩屋→JR伊丹→阪急伊丹（循環系統）
  - クリーンランド前[注釈 10]には、豊中市の阪急曽根駅方面へと向かう阪急バス豊中東西線（95系統）も発着している[注釈 11]。
  - 22・23系統は、バスの行先表示（かつては方向幕）や時刻表では「岩屋循環」と表記される。
- 25 : JR伊丹→阪急伊丹→宮ノ前→神津→宮川原橋→大阪国際空港[注釈 12]→空港1丁目[注釈 7]→宮川原橋→神津→宮ノ前→阪急伊丹→JR伊丹（循環系統）
  - 大阪国際空港発着の25系統は、タクシー以外で伊丹市内から唯一空港にアクセスする公共交通機関となっている。空港内の道路が一方通行のため、空港および周辺の一部のバス停は片方向のみ設置されている。一部の便では専用のラッピングや内装の車両が充当されている[16]。
  - かつては神津のみに停車する26系統（直行便、JR伊丹発着で阪急伊丹は経由しない）も設定され、2020年3月23日からは伊丹郵便局前（当時は「伊丹シティホテル前」[17]）を停車バス停に加えて「伊丹エアポートライナー」という愛称を追加して運行していたが、コロナ禍により同年4月27日から運休となっている[18][19]。
  - なお、豊中市を含む豊能地区で唯一阪急バス以外が担当するバス路線でもある[注釈 13]。
- 31 : 阪急伊丹 - JR伊丹 - 北村 - 総監部前 - 山本団地
- 36 : 阪急伊丹 - 南本町1丁目 - JR猪名寺 - 野間口 - 山田
  - JR猪名寺では、駅西口のロータリーに乗り入れる。JR宝塚線を挟んで反対側（東口）にもロータリーがあり、阪神バス尼崎市内線（20番）が乗り入れている。
- 49 : JR伊丹 - 阪急伊丹 - 春日丘西 - 総監部前 - 荻野 - 北野
- 50 : JR伊丹→阪急伊丹→春日丘西→北野→伊丹病院・住友前→伊丹市役所前→三師団・交通局前（JR伊丹発のみ）
- 51 : JR伊丹 - 阪急伊丹 - 春日丘西 - 総監部前 - 荻野 - 鶴田団地
- 52 : JR伊丹 - 阪急伊丹 - 春日丘西 - 総監部前 - 荻野 - 鶴田団地 - 荒牧バラ公園 - JR中山寺
- 54 : 三師団・交通局前→伊丹病院・住友前→瑞原1丁目→荻野南→荻野→総監部前→伊丹坂→阪急伊丹→JR伊丹（三師団・交通局前発のみ）
  - 49 - 54系統の運行経路（清水橋バス停付近など）には道幅が狭い区間があるため、区間内の電柱にはバス同士の行き違いを行うための専用信号機が設置されており、これらの系統に就く車両には専用のアンテナが装備されている（同じ区間を走行する阪急バスも同様）[20]。
- 82 : 阪急伊丹→本町→藤ノ木→下河原（阪急伊丹発のみ）
  - 82系統は猪名川の西岸沿いを北上し、国道171号に出て軍行橋を渡った先にある下河原へと向かう路線。土休日の朝の1本のみ設定されている。
- 83 : JR伊丹 - 阪急伊丹 - 桜ヶ丘2丁目 - 体育館・市民プール前 - JR北伊丹 - 下河原
  - 82・83系統の起終点である下河原停留所は、池田市との府県境付近にある。

### 阪急塚口駅発着
- 33 : 塚口→近畿中央病院前→野間口→札場辻→阪急伊丹→JR伊丹（塚口発のみ）
- 34 : 塚口 - 近畿中央病院前 - 野間口 - 札場辻 - 阪急伊丹
- 35 : 塚口 - 近畿中央病院前 - 野間口 - 昆陽里
- 37 : 塚口 - 稲野町8丁目 - 堀池口 - 鈴原町1丁目 - 阪急伊丹 - JR伊丹
- 40 : 塚口 - 稲野町8丁目 - 堀池口 - 伊丹病院・住友前 - 三師団・交通局前
- 41 : 塚口 - 近畿中央病院前 - 野間口 - 山田
- 61 : 塚口 - 近畿中央病院前 - 山田 - 伊丹病院・住友前 - 三師団・交通局前

## 車両
公営事業者としては珍しく、長らくメーカーをいすゞ自動車製のみに揃えていたが、2019年に三菱ふそうの車両が22年振りに導入された。ツーステップ時代には、県内でいすゞ車主体で導入していた事業者（山陽バス、淡路交通、全但バス）とは異なり、尼崎市交通局（当時）と同じく西日本車体工業架装の車両も多く導入されたが、現在は純正ボディとしている。座席の配列などに、阪神バス尼崎市内線の車両（尼崎市交通局時代に導入されたもの）や尼崎市交通局の外郭団体として強い影響を受けた尼崎交通事業振興の車両とも類似点が見られる。
塗装は白とダークグリーンのツートンカラーで、ノンステップ化されてからはオレンジを入れるようになった。創業当時はクリーム色と茶色の2色で、1999年には運行開始50周年記念として『プリンバス』の名称で3台が復刻塗装となって導入された。運用される路線は特に固定されていなかったが、末期は塚口や大阪国際空港発着便への充当が多かった。この『プリンバス』は自動車排出ガス規制の改定により路線バス車両としての基準を満たさなくなったため、2012年11月28日朝の運用を最後に引退となり、同日付で車籍も抹消された。このうち1台は官公庁オークションに出品されたが、最終的には「車両」として再利用されることはなくスクラップ扱いで解体された。『プリンバス』以外を含む引退となった各車両は、とさでん交通（旧・土佐電気鉄道）や越後交通などに譲渡している。
2023年、将来の本格導入を見据えて中国・アルファバス製の電気バス2台を試験導入した。同年3月から実証実験を兼ねて運行を開始する予定だったが、2月22日、中国・BYD製の電気バスの部品に日本自動車工業会が自主規制している六価クロムが含まれていることが判明した。それを受け、導入する車両とはメーカーは異なるものの同じ中国製であることから、自主規制物質の使用有無確認のため一旦運行を取りやめることとなった。その後部品交換などの対応を行い、同5月15日より運行を開始した。運行開始から当面は25系統に充当し、平日2便・土休日1便体制で運行に就いている（点検・整備により一般の車両に置き換えられる場合や、運行時刻・ルートを変更する場合がある）。

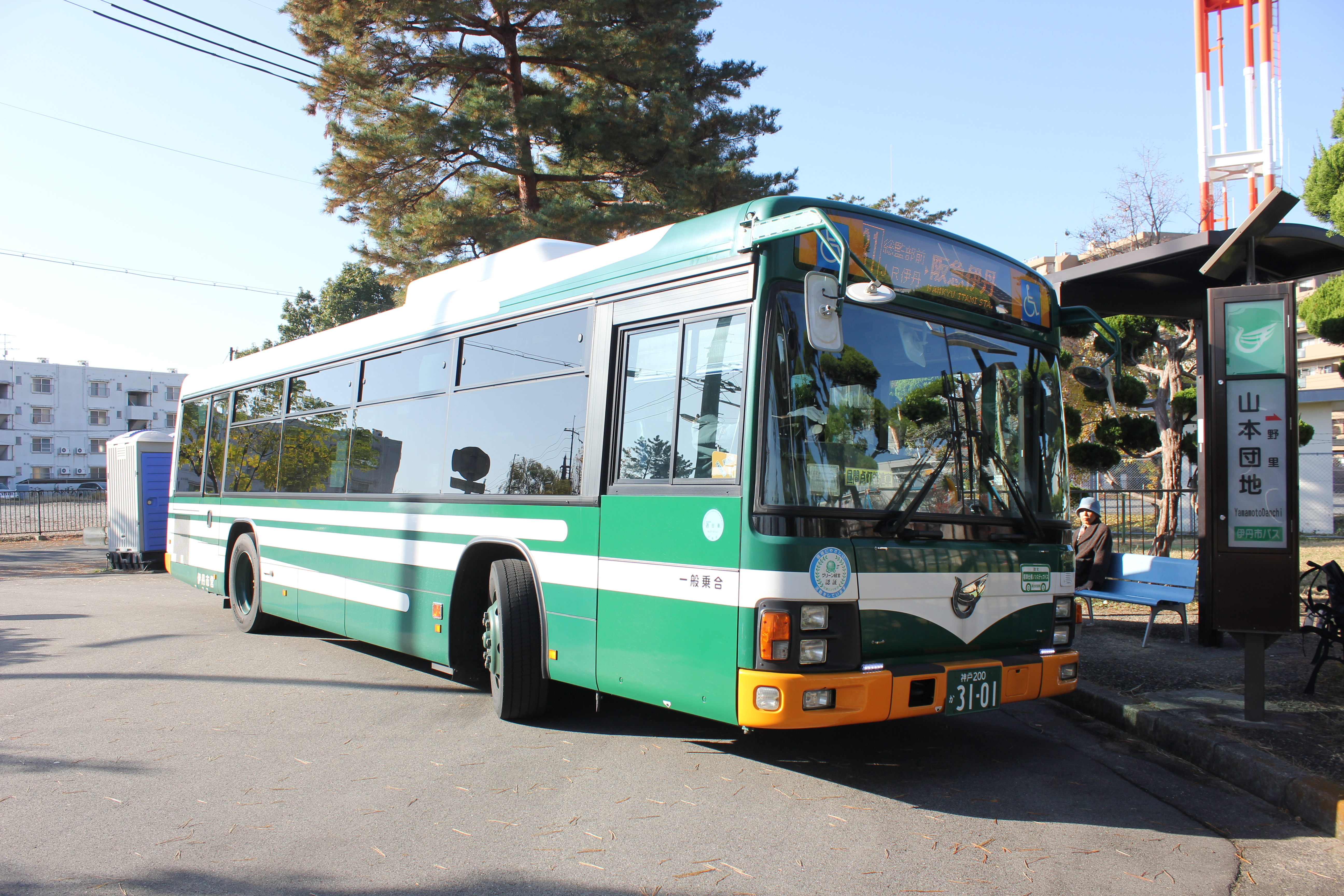
2019年現在、主力のエルガノンステップバス
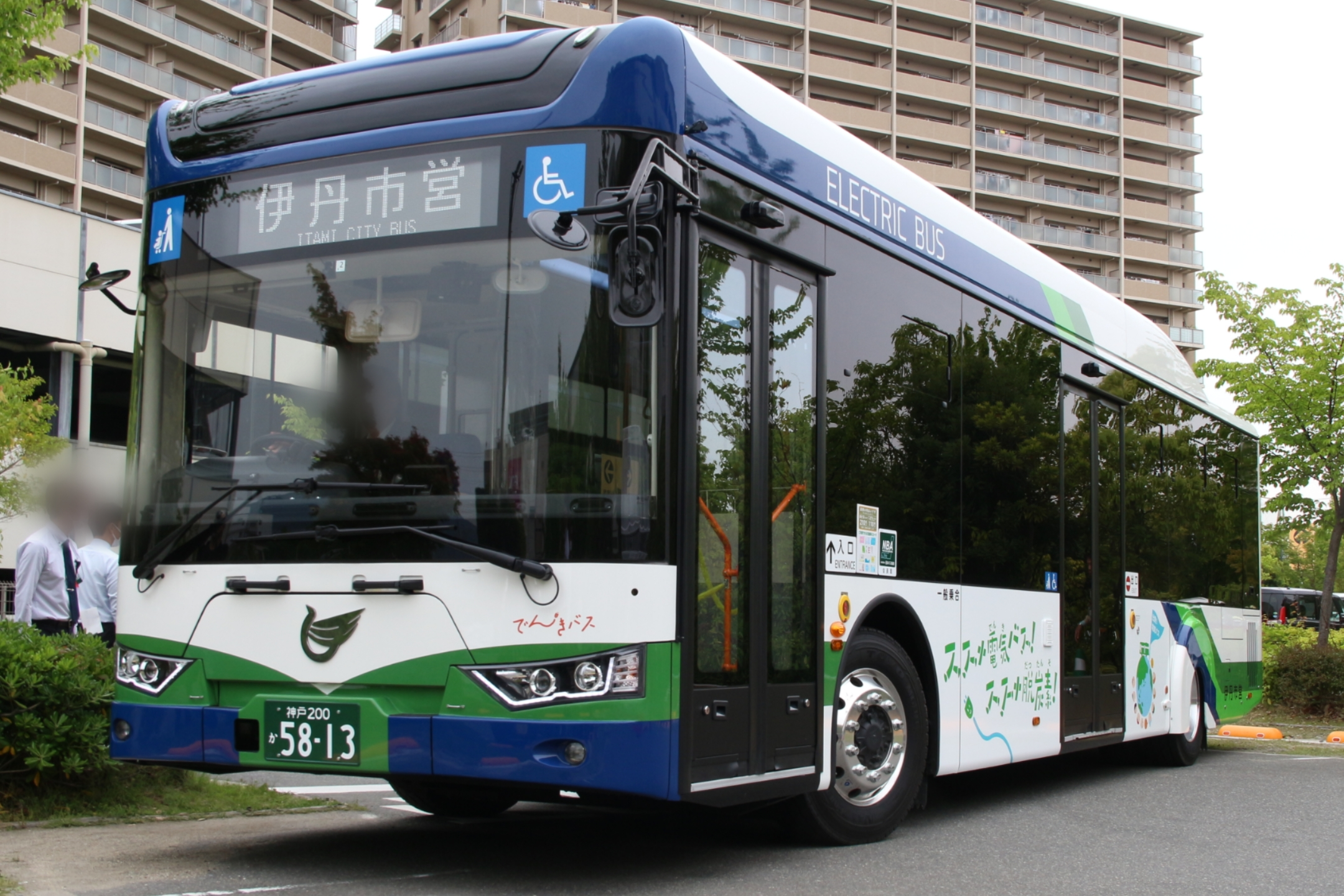
2023年に2台試験導入された近畿圏初のアルファバスECITY L10
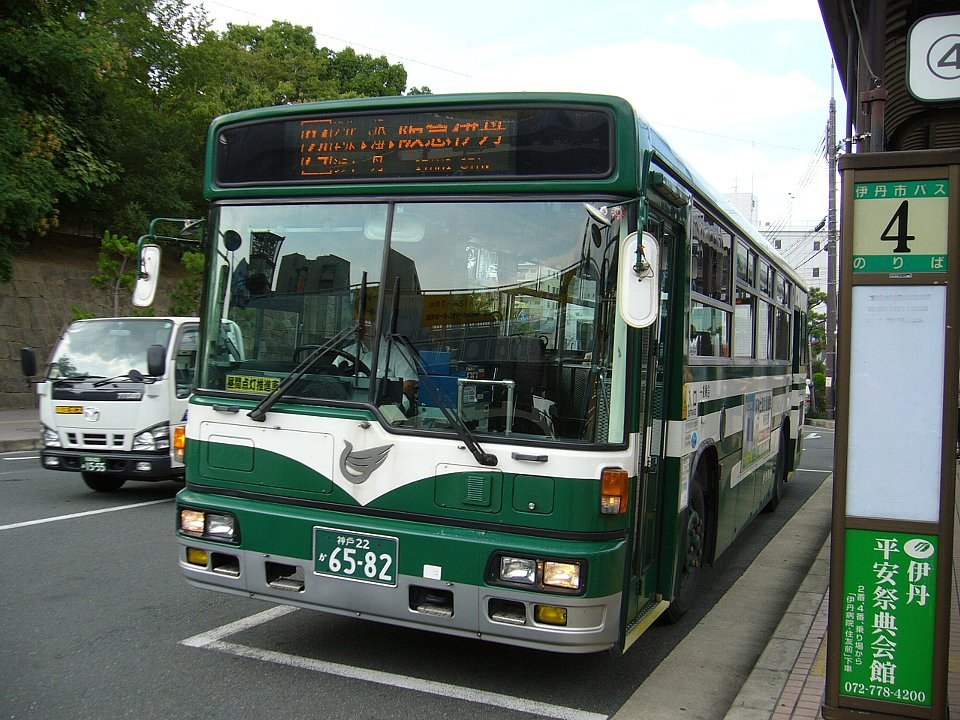
ツーステップ車の標準塗色
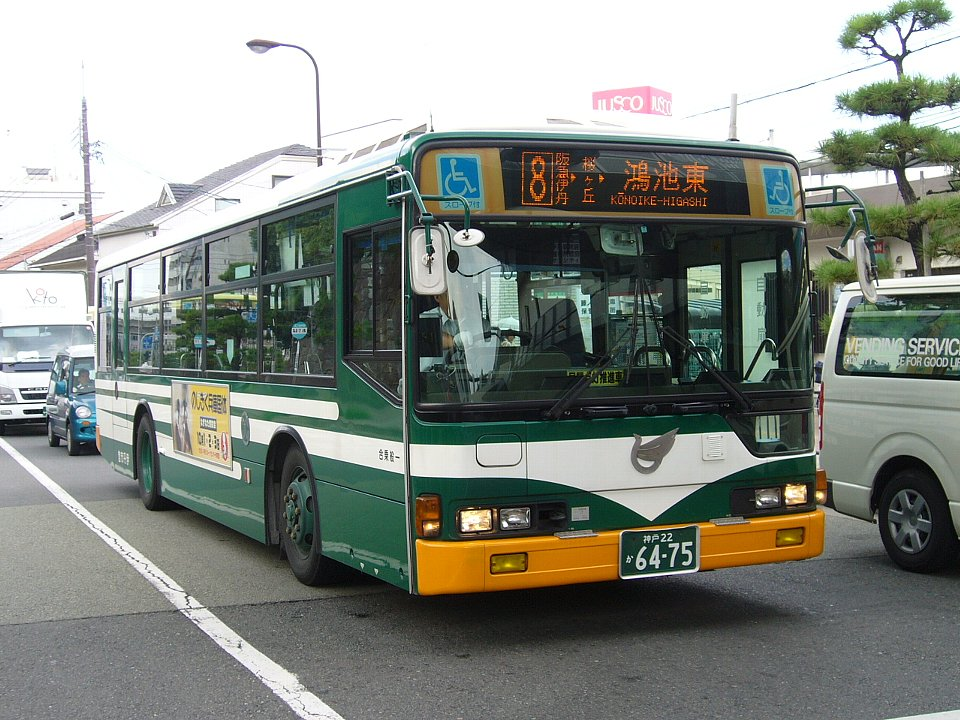
バンパーに橙色が入ったノンステップ塗色
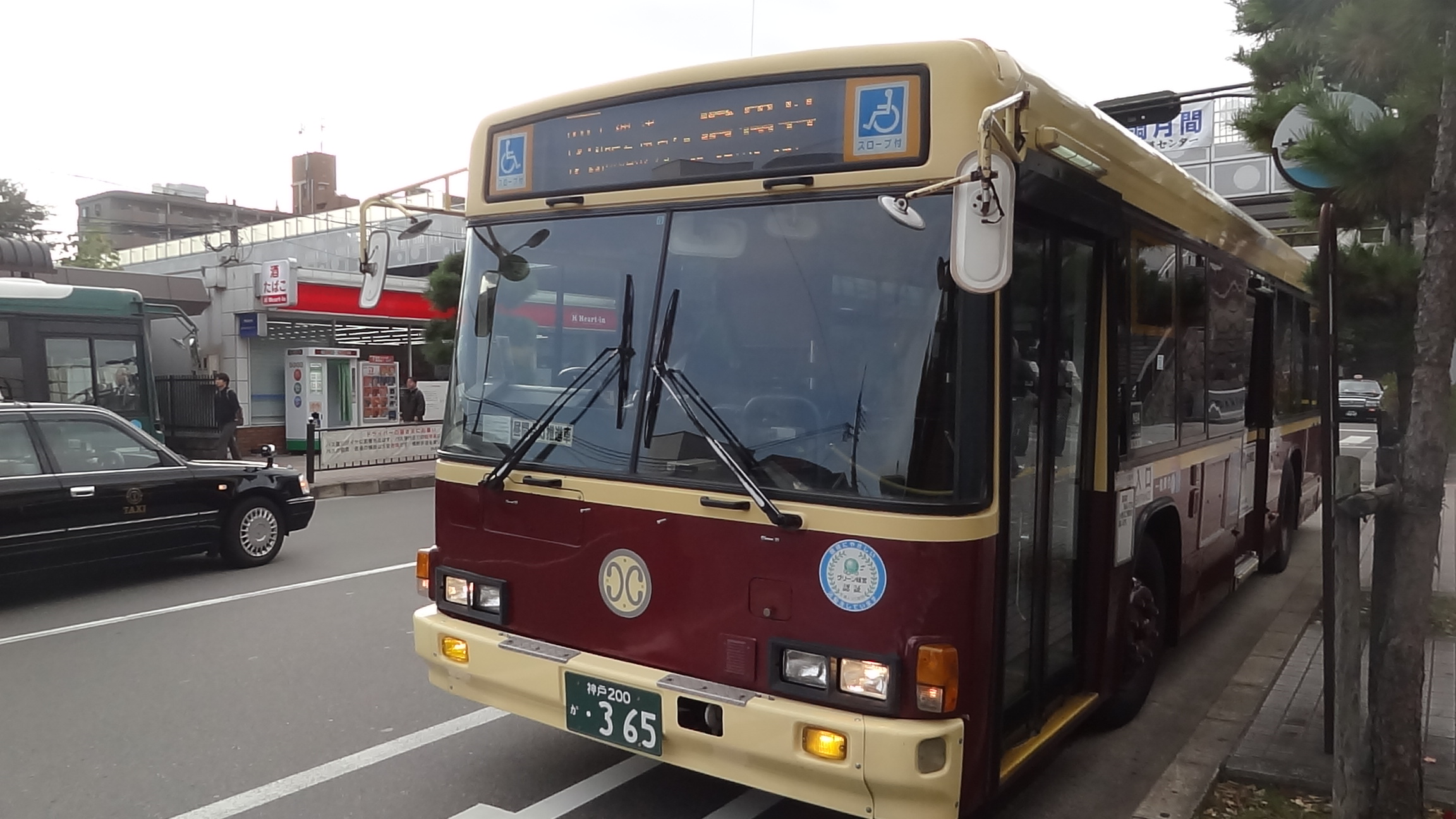
50周年記念塗色『プリンバス』
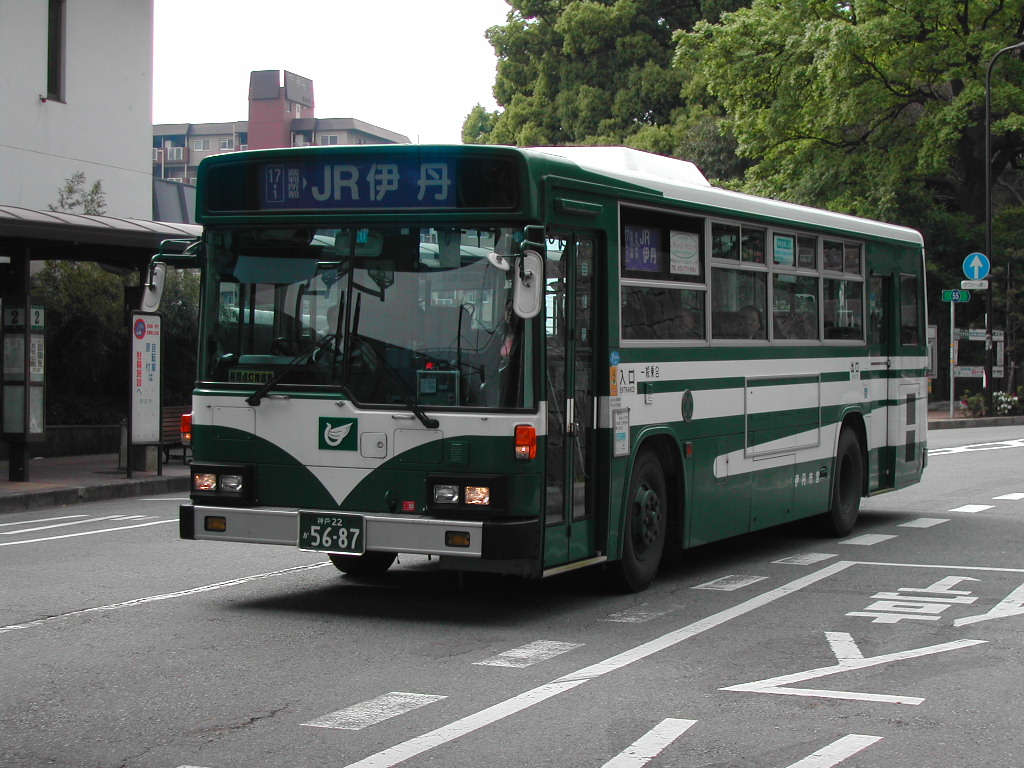
方向幕時代

## 不祥事
- 停留所を飛ばして運行するミスを繰り返していたとして、2011年11月に近畿運輸局が文書による警告を行った。しかしその後も、同様のミスが多数発覚したとして、同運輸局は2012年11月に、バス2台を10日間に亘って運行停止とする行政処分とした[23]。
- 2020年5月下旬、乗務員が運行終了後の車内点検を怠り、乗客が車内に取り残される事案が報道された。乗客にけがなどはなし[24]。